# Holly Jackson (scrittrice)
Holly Jackson (Buckingham, 6 dicembre 1992) è una scrittrice britannica di romanzi thriller. È conosciuta soprattutto per la sua serie Come uccidono le brave ragazze.

## Biografia
Holly Jackson è cresciuta nel Buckinghamshire, in Inghilterra, e ha scritto il suo primo romanzo quando aveva 15 anni.
Più tardi, ha frequentato l'Università di Nottingham, dove si è laureata in linguistica letteraria e scrittura creativa, conseguendo successivamente la laurea magistrale in lingua inglese.
Il romanzo d'esordio di Holly Jackson, Come uccidono le brave ragazze, è stato pubblicato nel 2019 e nel 2021 in Italia da Rizzoli e ha ricevuto numerosi riconoscimenti per il grande successo commerciale, dovuto anche all'essere diventato virale nella comunità del BookTok della piattaforma TikTok.
L'autrice ha continuato poi la serie con due romanzi sequel, Brave ragazze, cattivo sangue, pubblicato nel 2020 e nel 2022 in Italia, e Una brava ragazza è una ragazza morta, pubblicato nel 2021 e nel 2023 in italia, così come una novella prequel, Kill Joy, che è stata pubblicata nel 2021 e nel 2024 in Italia insieme alla prima tiratura di Five Survive, il suo primo romanzo indipendente dalla saga pubblicato in originale nel 2022. Nel 2024 Holly Jackson ha pubblicato il suo secondo romanzo stand-alone, Il Ritorno di Rachel Price.
Tra il luglio e l'agosto 2024 è stata distribuita, sulla nota piattaforma di streaming online Netflix, la serie televisiva tratta dal primo romanzo della sua serie con protagonista Pippa "Pip" Fitz-Amobi interpretata da Emma Myers, di cui la Jackson è produttrice.

## Opere

### SerieCome uccidono le brave ragazze
- Come uccidono le brave ragazze (A Good Girl’s Guide to Murder, 2019), traduzione di Paolo Maria Bonora, Milano, Rizzoli, 2021. ISBN 978-8817147842
- Brave ragazze, cattivo sangue (Good Girl, Bad Blood, 2020), traduzione di Paolo Maria Bonora, Milano, Rizzoli, 2022. ISBN  978-8817164610
- Una brava ragazza è una ragazza morta (As Good As Dead, 2021), traduzione di Paolo Maria Bonora, Milano, Rizzoli, 2023. ISBN 978-8817179270
- Kill Joy (Kill Joy, 2021), traduzione di Paolo Maria Bonora, Milano, Rizzoli, 2024. ISBN 978-8817187930

### Romanzi indipendenti
- Five Survive (Five Survive, 2021), traduzione di Paolo Maria Bonora, Milano, Rizzoli, 2024. ISBN  978-8817179782
- Il ritorno di Rachel Price (The Reappearance of Rachel Price, 2024), traduzione di Paolo Maria Bonora, Milano, Rizzoli, 2024. ISBN  978-8817185998

## Filmografia
- Come uccidono le brave ragazze - serie TV (2024)

## Riconoscimenti
Come uccidono le brave ragazze è stato nominato uno dei migliori libri del 2020 da Barnes & Noble e ha ricevuto i seguenti riconoscimenti:
- American Library Association's Amazing Audiobooks (2021)[10]
- Goodreads Choice Award (2020)[11]
- YA Book Prize shortlist (2020)
- British Book Awards Children's Fiction Book (2020)

A maggio 2024, Una brava ragazza è una ragazza morta, ultimo capitolo della trilogia, ha ricevuto nella prima edizione italiana dei TikTok Book Awards il premio nella categoria libro dell'anno.